# Lou Piniella

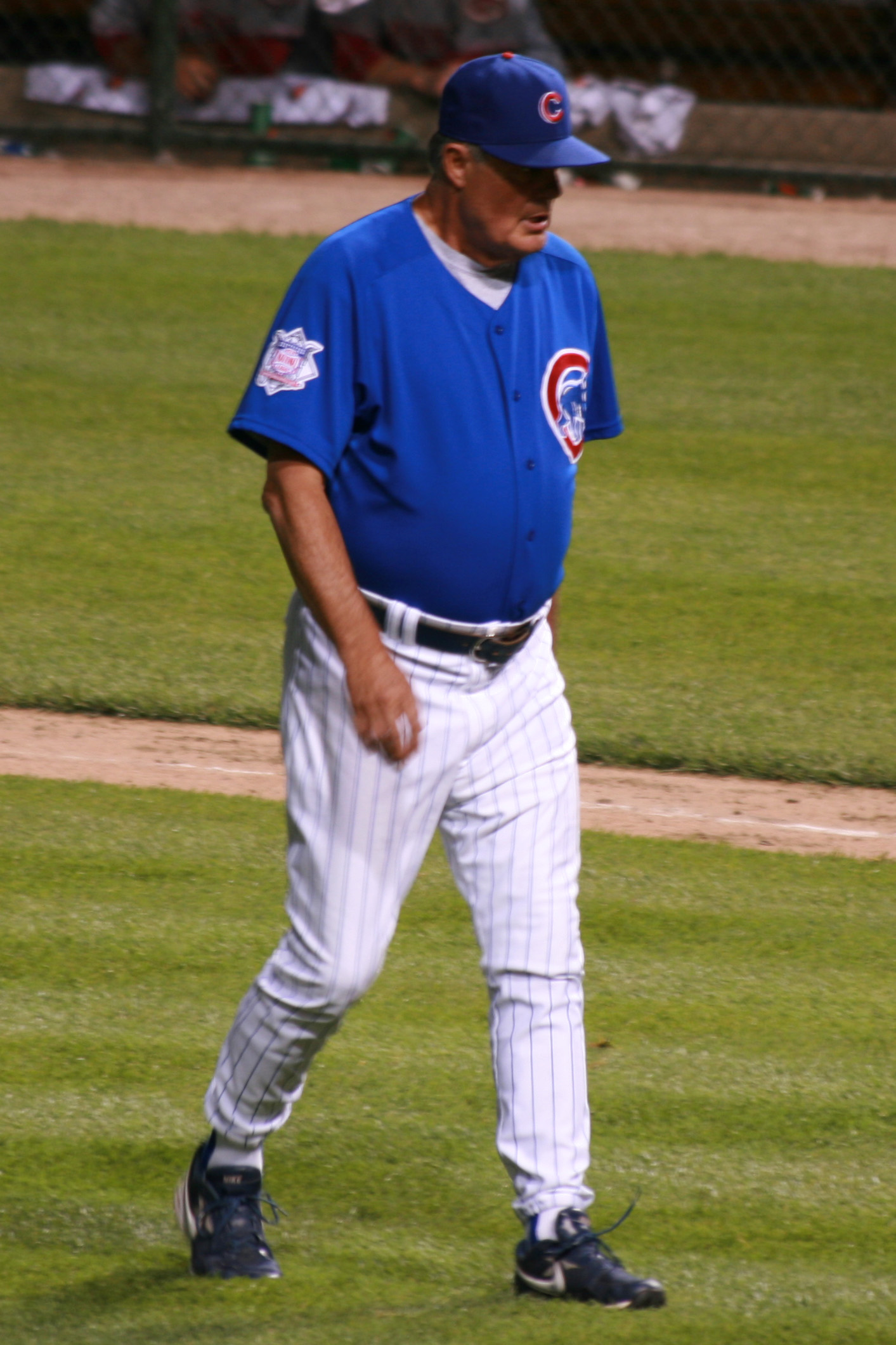

Louis Victor Piniella (28 de agosto de 1943, Tampa, Flórida) é um ex-jogador profissional e treinador de beisebol norte-americano.

## Carreira como treinador
Lou Piniella foi campeão da World Series 1990 dirigindo o Cincinnati Reds. Na série de partidas decisiva, sua equipe venceu o Oakland Athletics por 4 jogos a 0.